# Egill Ólafsson
Egill Ólafsson, född 9 februari 1953, är en isländsk skådespelare ok musiker. Han är gift med Tinna Gunnlaugsdóttir, syster till regissören Hrafn Gunnlaugsson.
Som musikalartist har han gjort såväl Fred Graham i Kiss Me, Kate som Jean Valjean i Les Miserables.

## Filmografi (i urval)
- 1984 – Korpen flyger
- 1988 – Korpens skugga
- 1991 – Den vite vikingen
- 1995 – The Viking Sagas